# Terry McGinnis
Terrence "Terry" McGinnis è un personaggio immaginario della televisione e dei fumetti della DC Comics, creato da Alan Burnett, Paul Dini, Glenn Murakami e Bruce Timm. Comparso per la prima volta nel primo episodio in due parti Rinascita della serie d'animazione Batman of the Future, della quale è il protagonista, in seguito gli sono state dedicate numerose serie a fumetti. Nell'edizione originale è doppiato da Will Friedle, mentre in italiano da Nicola Bartolini Carrassi.
È l'erede di Bruce Wayne al manto di Batman e in seguito si scopre esserne anche il figlio biologico. Ci si riferisce a lui anche con i soprannomi Batman II, Batman del futuro, Il cavaliere del domani, Il secondo cavaliere oscuro e Il cavaliere oscuro del domani. Secondo il sito IGN il nuovo Batman, pur avendo notevoli differenze con Bruce Wayne, è un Batman coraggioso ed eroico e degno erede del suo mantello.

## Concezione e sviluppo
Terry McGinnis è stato creato da Alan Burnett, Paul Dini, Glenn Murakami e Bruce Timm per la serie televisiva animata Batman of the Future, seguito di Batman - Cavaliere della notte, originariamente previsto solo per il DC Animated Universe. Almeno inizialmente, alcuni degli ideatori del personaggio erano scettici su un nuovo Batman adolescente.

## Storia editoriale

### Fumetti del DCAU
Nel marzo 1999 compare in una serie limitata di sei numeri ispirata alla serie ed edita in Italia. I primi due numeri sono la fedele trasposizione dell'episodio in due parti Rinascita, primo della serie, mentre gli altri quattro numeri sono storie originali. Dal novembre 1999 fino all'ottobre 2001 è stata rilasciata una serie regolare di 24 numeri. Terry è apparso anche in Superman Adventures n. 64. La storia vede Terry/Batman che viaggia fino al presente e si unisce con Superman contro una versione futuristica di Brainiac. Nel 2001 compare anche nell'adattamento a fumetti del film d'animazione Batman of the Future - Il ritorno del Joker del 2000.

### Fumetti del DC Universe
Per lungo tempo, il personaggio non è stato considerato nella timeline del DC Universe. Nell'universo alternativo Terra-12 compare una versione di Terry McGinnis e di altri personaggi della serie animata. Nel n. 700 della serie Batman, lo sceneggiatore Grant Morrison ha dichiarato che Terry McGinnis è un personaggio esistente nel futuro del DC Universe, anche se le sue origini e le circostanze grazie al quale è diventato Batman sono diverse. In questo stesso numero, il mentore di Terry non è Bruce, ma Damian Wayne, che è diventato il terzo Batman dopo Bruce Wayne e Dick Grayson (quindi Terry è il quarto Batman).

### Nuovi 52 -Futures End
Nel reboot di tutto l'universo DC, Terry Mcginnis è nuovamente il Batman del futuro nella miniserie Futures End. Terry torna indietro nel tempo per affrontare la minaccia Brother Eye. Al termine della miniserie verrà ucciso dal cyborg Batman/Joker e cederà il mantello a Tim Drake, affidandogli la missione di eliminare Brother Eye. La serie si conclude con il viaggio nel futuro di Tim Drake nei panni di Batman Beyond.

### Nuovi 52 -Batman Beyond
La serie comincia con Tim Drake nei panni di Batman Beyond.
Nella prima parte della serie, Terry non appare (essendo egli morto durante gli eventi di Futures end).
Dopo la sconfitta di Brother Eye per mano di Tim si scoprirà che, a causa dei salti temporali, Terry non è mai morto ma è stato ipnotizzato da Spellbinder.
Alla fine della serie Tim Drake riuscirà a sconfiggere Spellbinder e a riportare alla ragione il giovane Mcginnis. La serie termina con Tim Drake che restituisce il mantello del cavaliere oscuro a Terry Mcginnis.

## Il personaggio
Terry ha molto poco in comune con Bruce: in gioventù è stato un teppista e un ladruncolo ma, redento da mesi di riformatorio e dall'amore per Dana Tan, oltre che dalla volontà di non dare più dispiaceri ai suoi genitori, vanta tutte le capacità fisiche e mentali di Wayne, sebbene meno sviluppate a causa della minore esperienza. Con il mentore ha in comune anche i concetti di giustizia e la sistematica applicazione della legge del terrore sui criminali.
Anche come Cavaliere Oscuro, tuttavia, Terry ha un temperamento molto differente da quello di Bruce: mentre questi era taciturno e prediligeva l'azione veloce, Terry è quasi logorroico con i suoi avversari e tende a psicanalizzarli durante il combattimento, il che spesso li fa cadere nel panico. Si può dire che la sua innata comprensione psicologica costituisce la sua vera arma mentale: questo dettaglio lo accomuna al Joker e lo rende molto poco sopportabile agli occhi del folle clown del crimine, tanto che questi gli si rivolge indicandolo animosamente come "finto Batman" ed arrivando ad arrabbiarsi quando, durante il combattimento, Terry inizia, appunto, a psicanalizzarlo, mettendo a nudo le ragioni per cui Joker sia stato per così tanti anni ossessionato da Bruce.
Fisicamente Terry è identico al giovane Bruce, presentando capelli corti scuri e occhi sottili e azzurri. Da ragazzo la somiglianza con il suo mentore era minima, ma da adulto i lineamenti marcati e il mento squadrato lo rendono un sosia perfetto del primo Batman (in seguito si scoprirà che questa somiglianza è dovuta alla clonazione); Terry ha tuttavia le labbra più sottili e il naso più fine, evidentemente per via del DNA materno. Anche a causa del suo aspetto, Terry ha successo con le donne quanto ne aveva Bruce e durante la serie, proprio come l'originale Batman, ha diversi flirt con ragazze affascinanti. Terry tuttavia non è un playboy come Bruce, restando sempre fedele alla sua Dana (ha intrapreso relazioni con altre donne solo durante pause con questa; l'unica veramente importante è stata Melanie Walker). Altra grande differenza rispetto a Bruce è che Terry arriva al punto di prendere la decisione di sposarsi.

## Biografia del personaggio

### Il progettoBatman of the Future
Decenni prima di quanto narrato nella serie, la genetista Amanda Waller, prese le distanze dalle sue precedenti attività criminali, divenne un'ammiratrice della Justice League e in particolare di Batman, di cui ammirava il fatto che seppur sprovvisto di superpoteri si ergeva contro i criminali rischiando la vita più di chiunque altro. Scoperta la vera identità e le motivazioni dell'eroe e sapendo che in quanto semplice umano il mondo avrebbe avuto bisogno di un secondo Batman prima o poi, decise di creare lei stessa il Cavaliere oscuro del futuro.
Dopo aver ottenuto un campione di sangue di Bruce da cui estrarre il suo corredo genetico, la Waller lanciò il progetto Batman of the Future (in originale Batman Beyond, in italiano Oltre Batman) forte della sua esperienza al Cadmus. Il secondo passo verso la realizzazione del progetto era trovare una famiglia per il bambino, simile all'ambiente dove Bruce Wayne era cresciuto: scelti i coniugi McGinnis grazie al loro profilo psicologico, la Waller iniettò l'estratto genetico di Wayne all'interno del corpo di Warren McGinnis durante una comune visita medica e in tal modo il figlio di questi sarebbe stato biologicamente figlio di Bruce Wayne e Mary McGinnis (dunque l'unico che forse ha il corredo genetico di Warren è il piccolo Matt). Fu così che il 18 agosto 2023, a Gotham City, venne alla luce Terry McGinnis.

### Infanzia e adolescenza
Una volta nato il bambino, l'ultimo passo per il progetto della Waller era fornirlo di un passato simile a quello di Bruce: non appena il piccolo compì gli otto anni, i suoi genitori sarebbero infatti dovuti essere uccisi da un criminale all'uscita dal cinema. Per questo motivo la Waller ingaggiò Andrea Beaumont, assassina ed ex fiamma di Wayne nota come "il Fantasma", che tuttavia ebbe un ripensamento all'ultimo secondo, ritenendo ingiusto uccidere degli innocenti e rovinare la vita ad un bambino; Amanda, per quanto amareggiata, non poté far altro che darle ragione e dunque chiuse il progetto.
Terry crebbe quindi in maniera diversa da Bruce: i due genitori, che non andavano troppo d'accordo tra loro, non prestavano abbastanza attenzione al figlio, che la cercò dunque compiendo atti vandalici e da bullo; le cose non migliorarono con la nascita del fratello Matt, che lo rese ancora più trascurato. Poco dopo i McGinnis divorziarono e Terry andò a vivere col padre; sentendosi responsabile dell'accaduto maturò del tutto il già mostrato atteggiamento da teppista ed entrò in una gang del quartiere con l'amico Charlie "Big Time" Bigelow e fu qui che iniziò a fare a botte e a mostrare le abilità che gli derivavano dal DNA di Bruce. La sua carriera da quasi criminale terminò a quattordici anni, il giorno che fu mandato in riformatorio per tre mesi; qui studiò la boxe e le arti marziali.
Uscito dal riformatorio profondamente cambiato, Terry si trovò a fare i conti con la realtà: tutti lo guardavano in modo diverso eccetto la madre, che credeva ancora in lui, e l'amica d'infanzia Dana Tan, che nonostante il parere di tutti gli rimase vicina ed amica, tanto che tra i due sbocciò l'amore. Nel corso degli anni Terry tagliò i ponti con Charlie e si fece nuovi amici oltre a Dana (Chelsea, Howard e Blade) e sviluppò un rapporto di rivalità con Nelson Nash.
La cosa più dura per Terry fu far capire il suo cambiamento al padre, che per quanto gli volesse bene lo considerava comunque un irresponsabile e tendeva a non fidarsi di lui, cosa che li portò a diverse discussioni e ad una convivenza difficile. Un giorno, quando Terry aveva già diciotto anni, durante una lite dovuta al fatto che Warren non volesse farlo uscire per via di una zuffa con Nelson a scuola, il giovane, seccato dal fatto che il padre non credesse che fosse stato l'altro a iniziare, gli diede del fallito e se ne andò: questa fu l'ultima conversazione tra i due poiché quella notte Warren McGinnis fu assassinato da un uomo mandato da Derek Powers per accertarsi che questi non sapesse troppo.
Quella stessa sera Terry, dopo una lite con i Jokers fuori da una discoteca, viene da loro inseguito per le strade di Gotham fino ad arrivare davanti alla villa Wayne, dove viene soccorso dal burbero proprietario, il quale sgomina la banda e li mette in fuga con una facilità impressionante per un uomo anziano, anche se non senza sforzo. Esausto, il vecchio Wayne viene riaccompagnato dentro casa dal giovane contro la propria volontà e, dopo essersi assicurato che questi stia bene, se ne va; passando per il corridoio s'accorge che c'è un pipistrello nel pendolo e avvicinandosi scopre il passaggio segreto per la Batcaverna: il tempo di accorgersi di ciò che sta accadendo e Bruce lo sbatte fuori senza farsi troppi problemi.
Terry torna a casa e scopre il cadavere del padre: l'uomo mandato da Powers ha ricoperto la casa di graffiti, facendo ricadere dunque la colpa sui Jokers, e così crede anche Terry. Dopo il funerale del padre Terry tornerà a vivere con la madre e il fratello; un giorno, trovando un dischetto sulla scrivania del padre adeguatamente nascosto, Terry capirà che quello è il vero motivo della morte del genitore: in cerca di aiuto e di giustizia il giovane torna alla villa di Wayne, implorandolo al citofono di dargli il suo aiuto; dopo che quasi aveva abbandonato l'idea, la porta della villa si spalanca davanti ad uno sperduto Terry McGinnis.

### Il nuovo Batman
Dall'analisi del dischetto si scopre che Derek Powers, il ricco e potente capo della Wayne Powers (per cui lavorava anche Warren), sta vendendo un potente gas nervino a terroristi di altre nazioni e l'averlo scoperto è costato la vita a Warren. Bruce tenta di persuadere Terry che la cosa da fare è dirlo alla polizia, ma Terry, conscio che i soldi di Powers lo salveranno dalla prigione, decide di tornare di nascosto nella villa di Wayne e di rubare la tenuta da Batman.
Con indosso la suddetta, il giovane si reca a farsi giustizia da solo: quando Wayne lo scopre il ragazzo è già alla sede della Wayne Powers, è già stato scoperto e sta già facendo i conti con la sicurezza. Nel frattempo Powers sta predisponendo il volo contenente le taniche di gas e, al rifiuto di Terry di tornare indietro, Wayne blocca a distanza la sua tuta e lo lascia in balia delle guardie. Terry lo supplica di lasciarlo fare e gli espone il suo forte senso di giustizia: le suppliche del giovane arrivano al vecchio e malato cuore di Bruce, il quale sblocca la tuta e lo guida da dietro le quinte fino all'aeroporto della Wayne Powers, da cui il potente industriale sta facendo partire il volo; all'arrivo di Batman, Powers fa decollare l'aereo ed affronta l'avversario in prima persona, ma durante la colluttazione una tanica di gas rimasta a terra esplode liberando il gas, che contagia lo stesso Powers. Terry dirotta il volo contenente il virus in fondo all'oceano ma le radiazioni cui è costretto a sottoporsi per salvarsi la vita trasformano Powers nel supercriminale Blight. Sarà poi lo stesso Wayne a chiedere a Terry di fargli da assistente e di svolgere alcune commissioni per lui, vale a dire vestire al suo posto i panni di Batman.
Dentro Terry resterà sempre una forte sete di giustizia accompagnata dalla rabbia per essersi sentito impotente, nonché un profondo senso di colpa per le ultime parole dette al padre, ed essere Batman è un modo per redimersi da tutto ciò.

### La carriera da eroe

Terry McGinnis nella serie animata Batman of the Future

La carriera di nuovo Cavaliere oscuro di Terry si svolgerà sulle orme di quella del suo mentore: come Bruce anche Terry si formerà una vasta galleria di avversari, primo tra tutti il supercriminale radioattivo da lui stesso creato (Blight) seguito dalla letale assassina Curaré, dalla mutaforma China, dal manipolatore sonoro Shriek, dall'infido Spellblinder e dalla Banda della Scala Reale. Inoltre, esattamente come il suo mentore, anche Terry incomincerà una difficile relazione sentimentale destinata a finire male con una criminale: Melanie Walker.
Per tutta la prima stagione, coincidente con il primo anno di attività come Batman, Terry combatterà con Powers, costretto a dover affrontare nemici mandatigli contro dal potente industriale o ad affrontare egli stesso. Powers, essendo il responsabile della morte del padre Warren, è l'unico avversario che Terry abbia mai odiato davvero; ciò nonostante il giovane non arriverà mai ad affrontarlo in un vero scontro e scoprirà la sua identità solo nell'ultimo episodio della prima stagione. Nonostante Blight non compaia più nelle seguenti stagioni è considerato unanimemente l'arcinemico del nuovo Batman. Da sottolineare che dopo la presunta morte del criminale Terry continua la sua crociata non più mosso dalla vendetta ma dalla sete di giustizia, segnando dunque una profonda differenza di motivazioni tra lui e il vecchio Batman.
Terry si farà anche una lunga lista di alleati tra cui spicca Barbara Gordon, l'ex Batgirl ora commissario di polizia di Gotham come il padre prima di lei. Al secondo posto tra gli alleati di Terry si colloca Max Gibson: introdotta nella seconda stagione, cioè nel secondo anno di attività come Batman, è Dana a presentarli; i due divengono molto amici e dopo che Batman salva la ragazza da un gruppo di Jokers, essa comprende il segreto del giovane, divenendo sua preziosa alleata nella lotta contro il crimine e nel proteggere la sua identità. Il rapporto tra i due sembra spesso superiore alla semplice amicizia ma non diventerà mai qualcosa di più, finendo per rimanere soltanto un sentimento fraterno.
Da sottolineare che Terry si è trovato ad affrontare molti nemici del suo vecchio mentore, tra cui Mr. Freeze, Ra's al Ghul e Bane (sebbene non lo abbia propriamente combattuto ma solo incontrato e si sia invece scontrato con orde di sportivi e teppisti che usavano il Venom come steroide), dimostrandosi capace di affrontare (più o meno egregiamente) anche queste leggende viventi del crimine.
Le sue imprese lo renderanno tanto famoso da convincere Superman a reclutare il nuovo protetto di Bruce nella Justice League; sebbene da una parte questo sembri quasi un sogno per Terry, dall'altra in un gruppo pieno di individui superumani dove lui è l'unico senza superpoteri si sente terribilmente inutile e spaesato (similmente a come si sentiva Bruce nelle prime incarnazioni della League). Dal canto loro gli altri eroi inizialmente non lo vedono di buon occhio, considerandolo inutile ed inesperto, in particolare WarHawk, la Lanterna Verde Kai-ro e Big Barda, mentre l'unica a non trattarlo superficialmente è Aquagirl.
In seguito, dopo aver aiutato il gruppo a sconfiggere Superman quando questi era sotto controllo mentale, si guadagnerà il rispetto degli altri membri del gruppo, che lo accettano come membro. A questo punto, però, non smentendo la tradizione iniziata da Bruce, Terry si accorge che lavora meglio da solo e decide che collaborerà con loro solo occasionalmente.

### Il ritorno del Joker
La più grande battaglia mai affrontata da Terry è senza ombra di dubbio il ritorno dello storico nemico del suo mentore: Joker, che un giorno riappare a Gotham dopo decenni apparentemente senza essere invecchiato di un solo giorno.
La prima volta che Terry sente parlare del leggendario clown è nel 2044, ovvero agli inizi del suo quarto anno come Batman. Joker, tornato a in città e preso il controllo di una gang di Jokers, annuncia il suo ritorno in pompa magna rubando alle imprese Wayne delle armi tecnologiche per un non meglio precisato fine. Anche quando il clown irrompe alla festa in suo onore, mettendo tra l'altro a repentaglio le vite di decine di persone, Bruce sostiene che quello non possa essere Joker, in quanto quello vero è morto anni prima, non rivelando a Terry nulla di più ma anzi costringendolo ad abbandonare i panni di Batman, causando una lite tra maestro e allievo che si conclude con la fuga di Terry. In seguito entrambi i Batman subiscono un attacco: Terry viene attaccato in discoteca e nella colluttazione Dana finisce in ospedale, mentre Joker irrompe nella Batcaverna per avvelenare Bruce, che viene salvato solo dall'arrivo del giovane.
Il commissario Barbara Gordon gli rivela allora i retroscena che portarono alla morte del clown del crimine esattamente mezzo secolo prima: dopo che Joker e Harley Quinn rapirono Tim Drake, il terzo Robin, lo sottoposero ad una serie infinita di torture mentali e fisiche per estrargli tutti i segreti di Batman per poi attirare lei e Bruce nel loro nascondiglio (un abbandonato Arkham Asylum). I due si trovarono di fronte un Tim impazzito, vestito come Joker e da lui "adottato" e rinominato Joker Junior, e fu proprio lui, rinsavito per un attimo, ad uccidere l'arcinemico del suo mentore.
Dopo questa rivelazione Terry inizia ad indagare: contatta Drake (ora ingegnere) per interrogarlo ma l'ex ragazzo meraviglia appare abbastanza risentito a parlare del suo passato da Robin e questo fa rassegnare Terry, che rinuncia ad una sua confessione. Infine scopre la connessione tra il dirigente della WayneTech Jordan Price e i Jokers: pare infatti che sia stato lui a dare ai criminali le password per derubare le industrie Wayne di potenti armi e Terry sospetta dunque che sia lui il nuovo Joker, ipotesi che però crolla quando gli stessi Jokers aggrediscono l'uomo e, dopo averlo abbandonato sul suo yacht, il mezzo in questione viene abbattuto da un raggio laser proveniente da un satellite militare. Terry allora si rende conto che dietro al Joker potrebbe esserci proprio Tim, in quanto solo un ingegnere con le capacità di Drake potrebbe costruire un apparecchio capace di interferire con le comunicazioni satellitari di modo da manipolare a distanza un laser; inoltre il costume di Robin è stato l'unico a essere danneggiato dall'attacco del criminale alla Caverna.
Terry rintraccia Drake in una vecchia fabbrica di caramelle abbandonata e scopre che le sue teorie sono fondate quando ad attenderlo trova i Jokers, che riesce a sgominare anche grazie all'aiuto del cane Asso. In seguito raggiunge Drake e lo trova in uno stato confusionale; tra i tanti deliri Tim chiama Terry per nome e questi gli chiede come faccia a conoscerlo. Tim risponde che "non c'è niente che di lui non sappia", apostrofandolo come "falso Batman", e in seguito lo blocca con uno speciale dispositivo; davanti ai suoi occhi si trasforma quindi nel Joker e il criminale rivela che quando catturò Tim gli impiantò nel cervello un microchip realizzato con tecnologia genetica del Cadmus contenente il suo DNA così da condizionarlo. A quel punto Terry si libera e inizia una lotta in cui dimostra la profonda differenza tra il carattere suo e quello di Bruce: quando il Batman e il Joker originali si scontravano, quest'ultimo continuava a parlare, quasi ai limiti della logorrea, raccontando barzellette e facendo battute di fronte alle quali Bruce restava impassibile, spesso arrivando a catturarlo senza dire neanche una parola; ora le situazioni sono invertite, perché dopo un iniziale svantaggio, Terry comincia ad avere la meglio e comincia ad approfittare della cosa per psicanalizzare sommariamente il criminale, per poi cominciare a fare lui stesso battute canzonatorie verso cui il nuovo pagliaccio del crimine arriva addirittura ad offendersi. Alla fine Terry riesce a liberare Tim distruggendo il chip, eliminando Joker una volta per tutte, e poi fuggendo prima che il raggio laser, rilasciato da Joker, devasti l'edificio, portando poi il vecchio Robin in ospedale, dove poi Drake si riconcillia con Bruce.

### Età adulta
Terry continua le sue avventure come Batman nel corso dei successivi dodici anni, probabilmente sempre spalleggiato dall'inseparabile Max; McGinnis riesce anche a finire il liceo e a laurearsi, preservando e rafforzando nel frattempo la sua relazione con Dana, cui ha rivelato il suo segreto. È inoltre diventato uno degli eroi più importanti del mondo nonché un membro di rilievo della Justice League Unlimited, guadagnandosi l'ammirazione sia dei compagni di squadra che della gente comune; è stato più volte leader del gruppo in assenza di Superman. Negli anni è diventato un detective e uno stratega quasi al pari di Bruce e ha perfezionato la sua già grande abilità nel corpo a corpo portandola ai livelli del Batman originale.
La sua sembra essere una vita fantastica se non fosse che, all'età di trentatré anni (ovvero dopo quindici anni da quando ha indossato per la prima volta i panni di Batman) scopre un'agghiacciante verità: quando Bruce, debole di salute, necessitò di qualcuno che gli trapiantasse un rene, Terry si offrì volontario e il test di compatibilità rivelò non solo che era possibile ma addirittura che aveva esattamente lo stesso DNA di Bruce e che dunque era stato clonato da lui.
Disilluso e frustrato, Terry credette che la sua vita non avesse senso accusando Wayne di aver progettato tutto sin dall'inizio e di averlo intrappolato nella vita di Batman; deciderà dunque di abbandonare il suo ruolo di Cavaliere oscuro e Bruce con esso. Lascerà la Justice League senza una parola tra le suppliche dei compagni di squadra e lascerà Dana senza dargli alcuna spiegazione; la ragazza sembra però capire che c'è qualcosa che non va e replica soltanto "aspetterò il tuo ritorno".
Terry si reca quindi da Amanda Waller, la maggior esperta di genetica del Paese, che gli rivela che dietro alla sua clonazione non c'è Bruce ma lei e che Wayne ne è sempre stato all'oscuro; la donna gli rivela tutto del progetto Batman of the Future e di come avesse accantonato tutto per non essere costretta a fare del male ai McGinnis. Fortunatamente è stato il fato a completare il piano della Waller per lei: Warren McGinnis è stato ucciso da Powers e Terry ha conosciuto Bruce per pura coincidenza, aggiungendo che (date le differenze fra lui e Wayne) egli non è tanto un clone, ma semmai un figlio e che se vuole una vita migliore di quella che ha avuto il suo mentore deve prendersi cura delle persone a lui care. Da tale consiglio Terry troverà la forza per riappacificarsi con il padre biologico, tornare nella Justice League e chiedere a Dana di sposarlo.

## Poteri e abilità
Come l'originale Batman anche Terry non è dotato di superpoteri ma fa affidamento sul suo straordinario allenamento fisico e mentale e su un equipaggiamento all'avanguardia. Terry inoltre ha il vantaggio, grazie al programma genetico di Amanda Waller, di disporre di tutte le abilità fisiche e intellettive di Bruce dalla nascita e col tempo le perfezionerà grazie all'esperienza.
Terry, già prima di incontrare Wayne, era straordinariamente abile nel corpo a corpo: aveva appreso le tecniche di autodifesa durante il tempo trascorso per strada e in riformatorio e inoltre lo si vede gareggiare nel campionato di lotta libera della sua scuola e mentre combatte da solo molti Jokers sebbene fossero armati. L'allenamento dell'originale Batman lo porta progressivamente al vertice delle capacità fisiche umane in molti campi fra cui le arti marziali, l'acrobazia, la forza fisica e l'escapologia.
Intellettualmente Terry è una mente brillante: ha risultati molto alti già negli ambiti scolastici, ha un'innata capacità psicanalitica e col tempo diviene anche un abilissimo stratega nonché un eccellente detective. Nell'episodio conclusivo della serie ha raggiunto livelli fisici e intellettivi paragonabili a quelli del primo Batman.
Una delle differenze più significative con Bruce tuttavia, è la sua parlantina tagliente e la sua psicologia inversa: se il primo Batman non era un uomo di molte parole, Terry invece ha la tendenza a parlare molto mentre lotta con i suoi avversari, talvolta facendo battute o allusioni che li portano a innervosirli e, a volte, in una posizione di svantaggio. Talvolta Terry riesce a capire al volo chi ha davanti e quindi le sue parole servono o a fermare l’avversario o a fargli rivelare i suoi punti deboli per attaccare al momento opportuno. Un esempio lampante di ciò lo si vede quando affronta il Joker, quasi mettendolo alle strette e cancellando temporaneamente il suo sorriso sul volto.
Come Bruce Terry ha una forte determinazione che lo porta a tentare sempre tutto quello che si può fare e a rialzarsi anche dopo aver riportato ferite gravi; in più, sempre grazie agli esperimenti della Waller, Terry ha ottenuto dei miglioramenti genetici come un fattore di guarigione e un invecchiamento rallentato.

### Batsuit
Nonostante l'armatura usata da Terry nelle sue avventure sia di venti anni più vecchia rispetto al resto della tecnologia futuristica della serie, essa rimane una delle più tecnologiche strutture elettroniche del mondo grazie alle geniali abilità del suo realizzatore, Bruce Wayne.
La nuova Batsuit presenta diverse differenze con la versione precedente: all'interno presenta una struttura semi-robotica; è completamente nera, con i tipici spuntoni ai lati delle braccia e la maschera che copre tutto il volto con dei vetri a specchio bianchi per gli occhi e un sistema dermoaderente che facilita la mobilità facciale di chi la indossa; le "orecchie" sono visibilmente più lunghe e fungono da comunicatore con la Batcaverna; la cintura è presente ma funge più da pannello di controllo per il resto della tuta che come contenitore di gadgets. Anche il simbolo è diverso: esso è costituito da un solo grande pipistrello che copre una vasta area del petto di un intenso colore rosso vermiglione per contrastare il nero della tuta.
La Batsuit è inoltre dotata delle seguenti migliorie:
- Incrementatore di forza
- Depressione minimale e grande flessibilità
- Visione notturna, agli infrarossi e agli ultravioletti (le immagini viste dalla Batsuit sono inoltre visibili anche dal computer della Batcaverna)
- Sistema di comunicazione che tiene Terry costantemente in contatto con Bruce
- Vasto arsenale incorporato di armi letali (bianche e da fuoco) e non
- Maggiore resistenza ad acqua, fuoco, elettricità, proiettili, urti e radiazioni
- Respiratore subacqueo incorporato
- Batarang normali e dotati di funzioni varie a seconda del nemico
- Scarica elettrica difensiva attivabile premendo un pulsante della cintura
- Rampino incorporato all'altezza dei polsi
- Granate luminose
- Fumogeni
- Sacca pieghevole
- Bolas
- Chiave elettronica universale
- Ali retrattili con cui planare sulle correnti ascensionali
- Stivali a razzi con cui decollare
- Suole magnetiche
- Microfoni tactosensibili
- Identificatore di droghe attivabile immergendo il dito nella sostanza sospetta
- Sistema mimetico
- Artigli retrattili
- Comando a distanza per la Batmobile
- Sistema di deattivazione attivabile dalla Batcaverna
- Piccola lama circolare
- Boomdotto incorporato, ottenuto dopo la prima collaborazione con la Justice League

### Batmobile
Come il primo Batman anche Terry ha la sua Batmobile.
Introdotta nel terzo episodio della serie, costituisce un vero e proprio gioiello della tecnologia futuristica: da fuori si presenta come una macchina volante completamente nera, inclusi i vetri a specchio, con una forma di pipistrello stilizzata che ricorda i Batarang usati da Wayne; all'interno è completamente illuminata di rosso e ha spazio per il trasporto di due persone; non viene guidata in senso classico ma mossa da un dispositivo neurale posizionando le mani (con indosso la Batsuite) sugli appositi comandi ed è possibile muovere la vettura con la mente senza fare nessun movimento.
La Batmobile di Terry si muove a velocità supersoniche simili a quelle di un jet, possiede un armamento balistico completo di missili e reti e un dispositivo mimetico simile a quello della Batsuite di Terry; il suo particolare sistema di comando permette solo a Batman di usarla ma può essere manovrata a distanza sia dalla cintura della Batsuite che dalla Batcaverna, con la quale ha un collegamento satellitare. La carrozzeria è incredibilmente resistente a proiettili, fulmini, radiazioni e quant'altro. Impossibile non notare la somiglianza tra la Batmobile di Terry in Batman of the Future e quella impiegata nel film Batman Begins e nel suo seguito Il cavaliere oscuro.

## Altri media

### Animazione

#### Serie animata
- Terry McGinnis compare in un episodio della serie di spin-off di Batman of the Future The Zeta Project.
- Appare anche nella serie Static Shock nell'episodio Future Shock, in cui compare una versione futuristica di Static che viaggia nel tempo.
- Oltre ad Epilogo, finale di Batman of the Future, McGinnis compare in altri due episodi della prima stagione Justice League Unlimited: Ritorno al passato (alla fine) e in Ritorno al futuro, insieme a Static e Warhawk.[25][26] In quest'ultimo episodio viene apparentemente ucciso dalle gemelle Dee-Dee, anche se la sua morte viene smentita dopo che viene risistemata la linea temporale.
- Nell'episodio Ladro di sandwich della seconda stagione della serie Teen Titans Go!, è possibile vedere un manifesto del Batman del futuro nell'appartamento di Nightwing, indice della sua ammirazione verso Terry/Batman.[27]

#### Corto animato
Terry compare in un corto animato ispirato alla serie Batman of the Future realizzato da Darwyn Cooke nell'aprile 2014 per le celebrazioni del 75º anniversario di Batman. Il corto, che ha visto Will Friedle e Kevin Conroy riprendere i loro ruoli della serie, vede Terry combattere un Batman androide nella Batcaverna, con un design simile a quello visto in Batman - Cavaliere della notte. Una volta sconfitto, Batman e Bruce si preparano ad affrontare sette ulteriori androidi dalle fattezze che ha Batman in Beware the Batman, The Batman, Batman: The Brave and the Bold, Il ritorno del Cavaliere Oscuro, Batman (film del 1989) e Batman (serie televisiva del 1966) e nei primi disegni di Bill Finger.

### Videogiochi
- La prima apparizione della nuova versione di Batman/Terry McGinnis, risale al videogioco Batman of the Future: Il ritorno del Joker, basato sull'omonimo film, uscito nel 2000 e disponibile per Nintendo 64,[33] PlayStation[34] e Game Boy Color.[35]
- La tuta del Batman del Futuro appare tra i costumi dei giochi Justice League Heroes (2006) e Injustice: Gods Among Us (2013) come contenuto scaricabile.
- Una tuta basata su quella indossata da Terry McGinnis nella serie, è presente nel videogioco Batman: Arkham City del 2011, inclusa nel DLC dedicato ai costumi alternativi di Batman.[36]
- Nel videogioco LEGO Batman 3: Gotham e oltre è possibile scaricare il DLC "Batman of the Future", che contiene alcuni personaggi della serie tra cui Terry/Batman con tutti i suoi gadget (come la capacità di volare e quella di rendersi invisibili).[37][38][39][40]
- La Rocksteady Studios ha creato una tuta ispirata a Batman of the Future per il videogioco Batman: Arkham Knight, ultimo capitolo della saga Batman: Arkham uscito nel 2015, nel pacchetto intitolato "Gotham's Future Pack" (pre-order bonus tramite Steam).[41][42][43] La tuta ha gli stessi colori di quella usata dal Batman del futuro Terry McGinnis, ma presenta un design più avanzato simile a quello della tuta del Cavaliere di Arkham.

## Merchandising
Nel 2000, tra le sorprese che si potevano trovare al Burger King, era possibile trovare anche un'action figure di Terry McGinnis.
Nel gennaio 2017, è stata messa sul mercato un'action figure di Terry McGinnis/Batman (insieme a quella di Bruce Wayne e Asso) ispirata alla serie, parte della linea Batman: The Animated Series.